# Šime Raunig
Šime Raunig (Skradin, 1892 - Split, 7. listopada 1977.), igrač Hajduka, i strijelac prvog gola na javnoj utakmici u povijesti kluba, kojega je postigao uskoro nakon osnutka, točnije 11. lipnja 1911. u utakmici koja se odigrala se na Starom placu (Krajevoj njivi) protiv splitskog talijanaškog kluba Calcio Spalato. Jedan nastup (bez 1.prve trening utakmice) i jedan ali prvi gol gol njegov su sav doprinos Hajduku.
Prema uvriježenim pričama taj gol postigao je koljenom, što je Šime u intervjuu s novinarom uz smješak opovrgnuo, i dodao da je gol dao donjim dijelom noge. Prema potomcima Bože Nedoklana (a kasnije i Ivi Raunigu), do gola je došlo tako da se lopta koju je 7. minuti uputio Božo Nedoklan odbila od busena trave, pogodila ga u potkoljenicu te završila u mreži. Utakmica protiv Calcia Spalata završila je rezultatom 9:0 u korist Hajduka.
Spomenuta utakmica bila je jedini nastup Šime Rauniga u splitskom dresu. Osnutkom Veslačkog kluba Gusar 1914. Šime se prebacio na morske sportove, gdje je proveo više godina kao kormilar u četvercu, a bio je aktivan i u Jedriličarskom klubu Labud.
U prvoj Hajdukovoj trening utakmici nastupio je za momčad A, koja je nosila danas ubičajeni bijelo-plavi dres. Ta utakmica završila je rezultatom 13:2 za A-momčad.
Šime Raunig, od milja zvan "Šimunica", bio je nevjerojatno svestran sportski entuzijast. Osim što je ovjenčan besmrtnošću zbog toga što je postigao prvi pogodak za Hajduk, on je ujedno bio i jedan od pionira splitskog veslanja, prvi predsjednik sportskog kluba "Lubin" (današnje "Zente"), te organizator prvih sportskih natjecanja na Bačvicama. Interesantno, njegova supruga Vanda bila je jedna od osnivačica hazene u Splitu. Hazena se igrala na dijelu Hajdukova terena, takozvanom "garbuncinu".